# Zonenverteidigung
Zonenverteidigung oder auch Ball-Raum-Verteidigung nennt man beim Basketball eine Verteidigung, bei der die Spieler einen Raum und keinen direkten Gegenspieler verteidigen.
Dabei gibt es verschiedene Formen und Mischformen. Etwa „Box+1“, bei der vier Spieler eine Zonenverteidigung spielen und ein Spieler Druck auf den Ball führenden Gegenspieler ausübt.
Die klassische Zonenverteidigung bezieht jedoch alle fünf Spieler ein. Dabei verteidigen die beiden Guards den vorderen Raum um die Dreierlinie und die beiden Flügelspieler, Small Forward und Power Forward, den hinteren Raum an der Zone; der Center steht an der Freiwurflinie und macht die Zone „dicht“. Diese Aufstellung verschiebt sich nun mit dem Ball und richtet sich immer in Richtung des Ballführenden. Die ballabgewandte Seite nennt man deshalb auch Weakside, da sie meist weniger gesichert ist. Eine Variante dieser klassischen Zonenverteidigung ist die von Clair Bee erfundene 1-3-1-Zonenverteidigung. Auch hier steht der Center-Spieler auf Höhe der Freiwurflinie, allerdings wird der ballführende Guard des gegnerischen Teams vor der Zone von einem größeren Forward verteidigt, nicht von den beiden Guards. Zu beiden Seiten links und rechts des Centers ist jeweils ein weiterer Verteidiger aufgestellt, der fünfte Spieler verteidigt den Raum direkt unter dem Korb.
Die Zonenverteidigung gilt generell eher als Notlösung, da sie relativ leicht auch athletische Spieler stoppen kann. Dies kann aber nicht als zutreffend gelten, da ein effektives Zonenspiel ebenso anspruchsvoll ist, wie eine gute Manndeckung.
Die Zonenverteidigung wird in jüngster Zeit auch häufiger in der extrem Mann-gegen-Mann geprägten NBA verwendet, welche dort bis zu Beginn der Saison 2001/2002 verboten war. Beispiel dafür sind momentan die Dallas Mavericks, die diese effektiv verwenden.